# Luigi Deffenu
Luigi Deffenu (Nuoro, 23 maggio 1888 – 31 ottobre 1972) è stato un politico italiano.
Fratello maggiore di Attilio Deffenu, compie gli studi classici a Nuoro e si laurea in lettere e filosofia a Pisa. Convinto interventista combatté nelle file del 46º fanteria sul Col di Lana, sul Monte Grappa e sul Piave, ottenendo una croce al merito di guerra. Tornato alla vita civile esercitò la docenza nelle scuole superiori.
Fascista della prima ora partecipò all'adunata di San Sepolcro del 23 marzo 1919 e fondò il Fascio di Nuoro, comune di cui fu anche federale. Nel corso degli anni venti fu insegnante e preside nelle scuole italiane all'estero.
Deffenu fu un massone, iniziato nel 1913 e affiliato alla loggia Garibaldi di Alghero aderente al Grande Oriente d'Italia.